# Tote

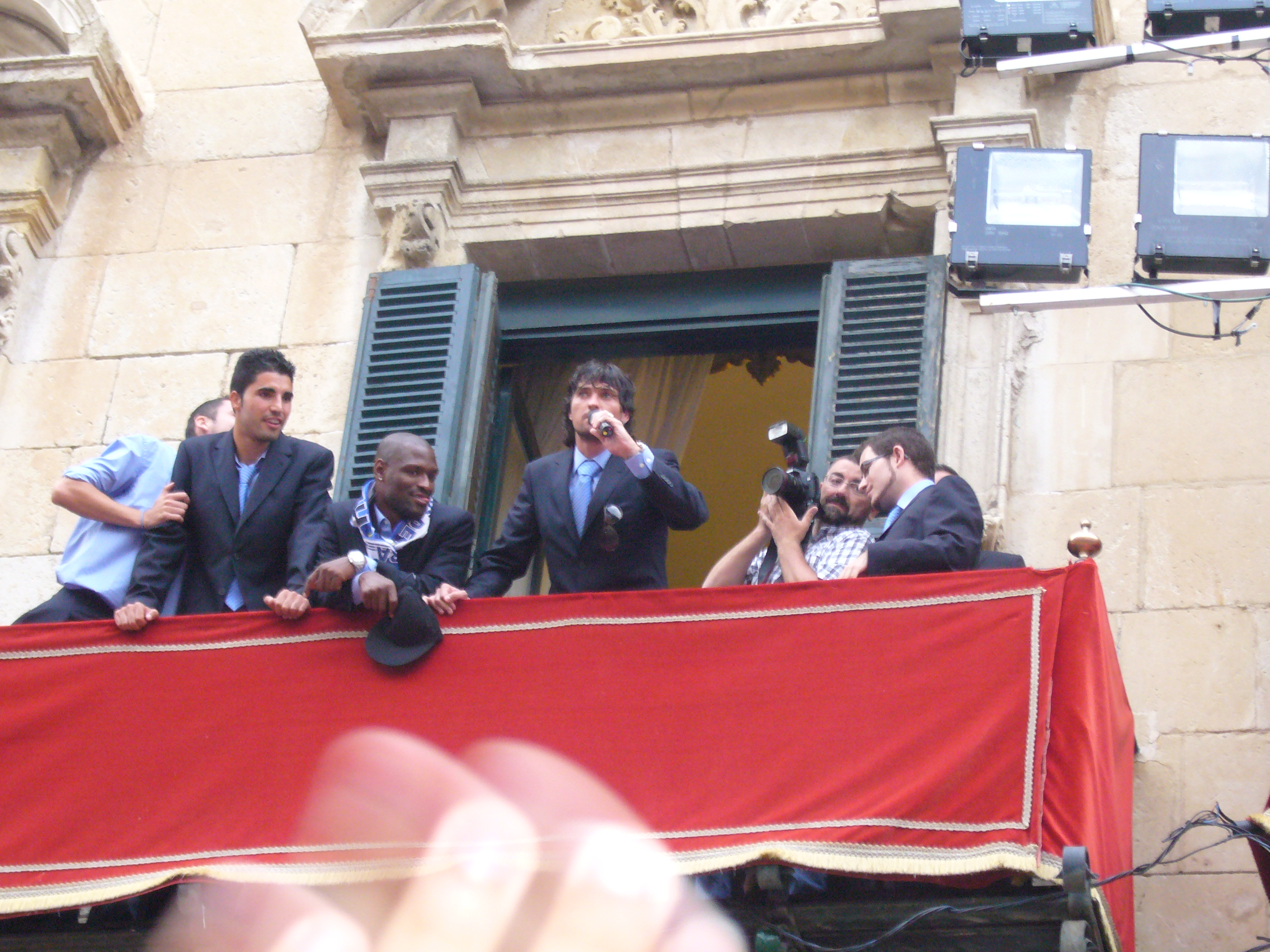
El capitán Tote dirige unas palabras a la afición desde el balcón del Ayuntamiento de Alicante tras el ascenso del Hércules a Primera en la temporada 2009/10.

Jorge López Marco, conocido como Tote (Madrid, España, 23 de noviembre de 1978), es un exfutbolista español. Jugaba de mediapunta o extremo derecho.

## Trayectoria
Tote comenzó su carrera como juvenil en el Club Atlético de Madrid y más tarde, también en juveniles fichó por el Real Madrid Club de Fútbol. Pese a pasar gran parte de su carrera en el Real Madrid Club de Fútbol, Tote siempre ha sido seguidor confeso del Club Atlético de Madrid.
Tras realizar una buena temporada 1998/99 en el Real Madrid B, filial merengue, también debutó con el primer equipo en Primera División el 8 de mayo de 1999 ante la Real Sociedad de Fútbol en Estadio Municipal de Anoeta (3-2). En la temporada siguiente, tras ser descartado por el entrenador John Benjamin Toshack anduvo cedido en el Sport Lisboa e Benfica. En el conjunto lisboeta jugó 7 partidos.
Tras la temporada 2000/01, en el Madrid y después de apenas jugar, en la 2001/02 fue cedido al Real Valladolid Club de Fútbol, donde gozó de continuidad. Tras su paso por el conjunto pucelano, en la temporada posterior volvió otra vez al Real Madrid y volvió a no contar para el entrenador. En la 2003/04 fichó por el Real Betis Balompié, equipo en el que estuvo temporada y media, hasta que se marchó cedido en el mercado invernal al Málaga Club de Fútbol.
Tras su paso por el conjunto malacitano, el Real Valladolid Club de Fútbol fichó en propiedad a Tote, en la que sería su primera experiencia como jugador de Segunda División. En el verano de 2006 fichó por el Hércules Club de Fútbol de Alicante por 2 temporadas. 
Tras finalizar la temporada 2007/08, y concluir su contrato con el Hércules CF, el equipo blanquiazul y el jugador estuvieron negociando su continuidad en el club, que por momentos estuvo casi descartada. Finalmente a finales de julio de 2008 renovó por 2 temporadas con opción a una tercera. En el club herculano encontró Tote la estabilidad y las oportunidades de las que careció en anteriores ocasiones, convirtiéndose en un jugador clave para el equipo y llegando a la capitanía. En la temporada 2009/10 el Hércules Club de Fútbol consiguió el ascenso, lo que significó la vuelta de Tote a la primera división.
Faltando 12 partidos para acabar la liga, Tote sufrió una tríada (rotura del ligamento interno, externo y cruzado) que le apartó más de 6 meses de los terrenos de juego perdiéndose, así, lo que restaba de la misma.
Regresó contra el SD Huesca en el estadio José Rico Pérez marcando un gol.
El 30 de junio de 2012 terminó contrato con el Hércules CF sin ser renovado.

## Clubes
| Club                           | País     | Año       | Partidos | Goles |
| ------------------------------ | -------- | --------- | -------- | ----- |
| Real Madrid C                  | España   | 1996-1998 | 30       | 20    |
| Real Madrid B                  | España   | 1998-1999 | 23       | 12    |
| Real Madrid Club de Fútbol     | España   | 1999      | 1        | 0     |
| Sport Lisboa e Benfica         | Portugal | 1999-2000 | 8        | 1     |
| Real Madrid Club de Fútbol     | España   | 2000-2001 | 7        | 1     |
| Real Valladolid Club de Fútbol | España   | 2001-2002 | 41       | 10    |
| Real Madrid Club de Fútbol     | España   | 2002-2003 | 6        | 6     |
| Real Betis Balompié            | España   | 2003-2004 | 20       | 6     |
| Málaga Club de Fútbol          | España   | 2005      | 12       | 2     |
| Real Valladolid Club de Fútbol | España   | 2005-2006 | 31       | 8     |
| Hércules Club de Fútbol        | España   | 2006-2012 | 184      | 30    |